# Petrila
Petrila is een stad (oraș) in het Roemeense district Hunedoara in de Jiu vallei. De stad telt 25.840 inwoners (2002).